# DISH
DISH és un poble al comtat de Comtat de Denton, Texas (EUA) amb una població aproximada de 345 habitants. Anteriorment el poble s'anomenava Clark, però fou reanomenat DISH (en lletres majúscules) el 16 de novembre de 2005.
El motiu del canvi de nom, que portava el nom de Clark amb motiu del seu fundador Landis Clark que fou el seu primer alcalde l'any 2000, però la victòria electoral per un sol vot de Bill Merrit la primavera de 2005 propicià el canvi de nom del poble.
Com a contrapartida del canvi de nom, els habitants van poder tenir enregistradores de vídeo digital i televisió de la companyia DISH Network per un període de 10 anys de manera gratuïta.